# ジョン・ラッセル (初代ラッセル伯爵)
初代ラッセル伯爵ジョン・ラッセル（John Russell, 1st Earl Russell, KG, GCMG, PC, FRS、1792年8月18日 - 1878年5月28日）は、イギリスの政治家、貴族。
ホイッグ党（自由党の前身）の改革派として名を馳せ、メルバーン子爵退任後にホイッグ党首となり、1846年に首相となったが、パーマストン子爵と対立を深め、党内が分裂状態となり、1852年2月に総辞職した。
ついで1852年12月成立のピール派とホイッグ党の連立政権アバディーン伯爵内閣に外務大臣として入閣。1855年2月にパーマストン子爵が首相となるとホイッグ党首の座も彼に譲る。ホイッグ党が野党だった頃の1859年6月にパーマストンと和解して自由党結成と保守党政権打倒に貢献した。第二次パーマストン内閣に外務大臣として入閣し、パーマストンが1865年に死去すると代わって首相・自由党党首となったが、翌1866年に選挙法改正に失敗して総辞職した。1867年に自由党党首の座をグラッドストンに譲った。
1861年までは卿の儀礼称号を付けて「ジョン・ラッセル卿」と称されていた。哲学者の第3代ラッセル伯爵バートランド・ラッセルは孫にあたる。

## 経歴

### 生い立ち
第6代ベッドフォード公爵ジョン・ラッセルと最初の妻ジョージアナ・ビングの三男として生まれた。イングランド有数の富豪であり、17世紀以来ホイッグ党の政治家を輩出してきたラッセル家出身であったが、三男の彼には一族の所領を継承する見込みはなかった。
パブリックスクールのウェストミンスター・スクールを経て、エディンバラ大学（3年在籍したが単位が取れなかった）で学んだ。ラッセルはオックスフォード大学にもケンブリッジ大学にも在籍したことがない、イギリス史においては珍しい経歴を有する首相の1人である。

### 首相就任まで

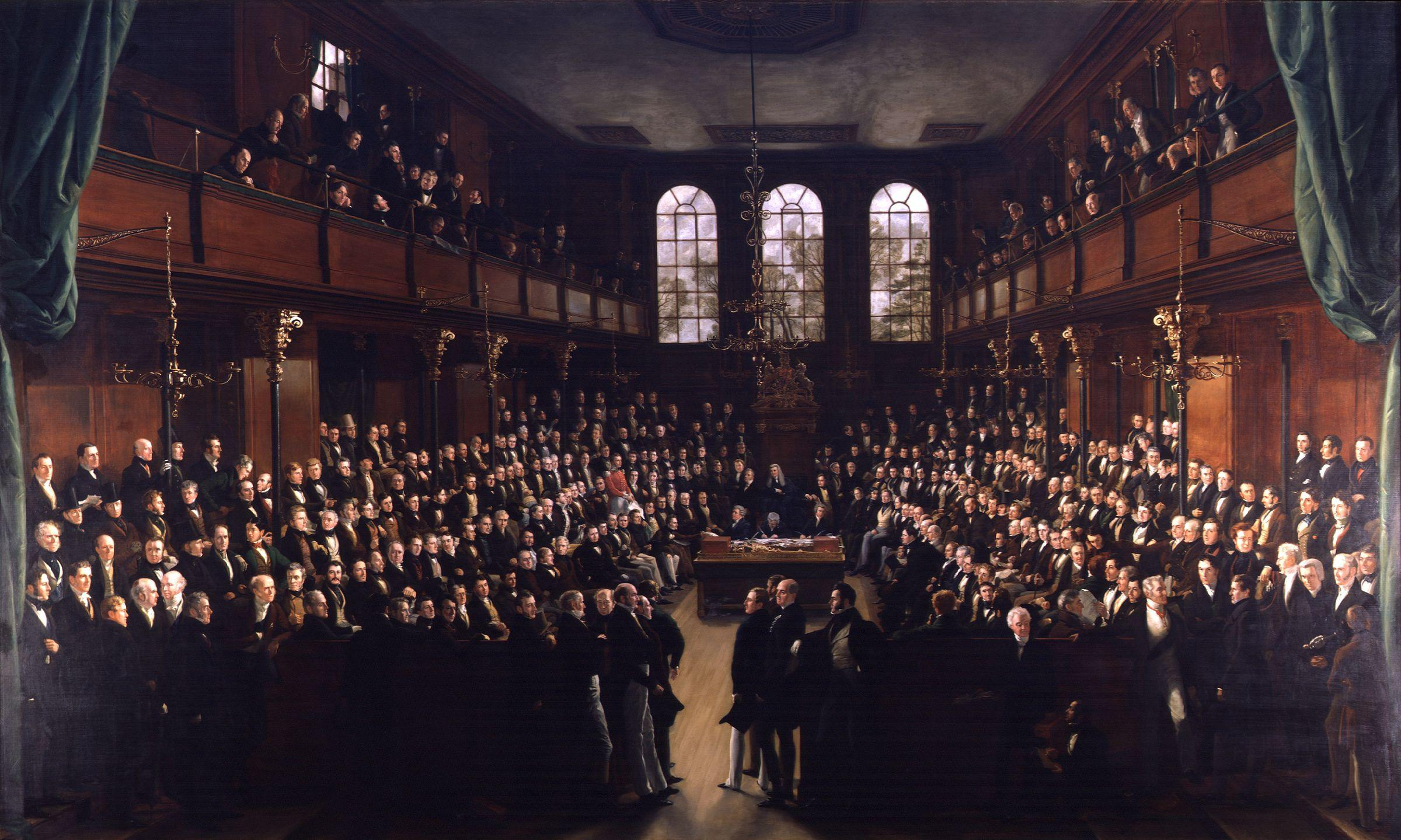
1833年の庶民院を描いた絵

1813年、デヴォン州のタヴィストック選挙区から初当選。1817年の補欠選挙で落選するも1818年の総選挙で返り咲き、以後叙爵される1861年まで40年以上にわたって選挙区を替えつつホイッグ党（自由党）の庶民院議員を務めた。
ラッセルは改革派の政治家で、1820年代から議会改革や信仰による差別を撤廃する運動に尽力した。
1830年に発足したグレイ伯爵内閣では陸軍支払長官となり、当初閣外大臣だったが1831年から閣僚となった。1832年の第一次選挙法改正では法案を起草した四人委員会（他にダラム男爵、ダンカノン子爵、サー・ジェームズ・グラハム准男爵）の一人となった。法案の庶民院提出と説明もラッセルが行った。
だがこの改革への熱意が、国王ウィリアム4世に疎まれ、1834年11月に首相メルバーン子爵（グレイ伯爵の後任）がラッセルを庶民院院内総務に推挙した際には国王が強く反対し、これが第一次メルバーン子爵内閣政権の総辞職につながった。
保守党政権を挟んで1835年に成立した第二次メルバーン子爵内閣では内務大臣兼庶民院院内総務として入閣した。1839年に陸軍・植民地大臣に転じた。しかし1841年の解散総選挙にホイッグ党が敗北したことで、メルバーン子爵政権は議会で敗北して総辞職することになった。代わって保守党のロバート・ピールの政権が誕生する。
その翌年の1842年に党首メルバーン子爵が病に倒れた。これを受けて庶民院ホイッグ党はラッセルが、貴族院ホイッグ党はランズダウン侯爵が指導するようになった。
1845年にアイルランドでジャガイモ飢饉があると穀物法を廃止して穀物自由貿易化を求める機運が高まり、ピール保守党政権が自由貿易派と保護貿易派に分裂した。この情勢を見たラッセルは、同年11月に保守党政権に揺さぶりをかける目的でホイッグ党内の合意形成を得ることなく、独断で穀物法廃止を党の方針として発表した。だがホイッグ党内にも保護貿易派の地主議員が多く、彼らはラッセルの独断に強く反発した。同年12月にピールがヴィクトリア女王に総辞職を申し出、ラッセルに組閣の大命があったが、ホイッグ地主たちの協力を得られなかったため、ラッセルは組閣に失敗した。
首相続投することになったピールは、1846年5月にラッセルらホイッグ党自由貿易主義者の協力を得て穀物法を廃止したが、これによって保守党は分裂した。ピールに火中の栗を拾わせたラッセルは、同月のうちにピール内閣の倒閣に成功した。ラッセルが組閣の大命を受け、ホイッグ党政権が誕生した。

### 第一次内閣
こうして発足した第一次ラッセル内閣（1846年 - 1852年）だが、ホイッグ党は議会の多数派ではないから、ピール派（自由貿易を奉じて保守党を離れた議員たち）との協力が不可欠であった。ピール派は穀物法を復活させないために保守党政権を阻止するという立場であったものの、経済思想以外は保守的であったので、彼らとの連携は難しかった。
それでも工場法の1847年改正（Factories Act 1847; 通称十時間労働法）や1848年公衆衛生法（Public Health Act 1848）の制定、1850年にはニューサウスウェールズ州の自治に関するオーストラリア植民地政府法（Australian Colonies Government Act）の制定を行なっている。
1850年秋にローマ教皇ピウス9世がウェストミンスター大司教職を新設した際には、イングランド国教会を害するものと激しく反発し、聖職者称号法（Ecclesiastical Titles Act 1851）によってカトリックが国教会の聖職者と同じ称号を持つことを禁止した。これによりラッセル政権とカトリックのアイルランド議員との連携が断ち切られ、1851年2月20日の庶民院の投票で敗北を喫し、女王に総辞職を申し出ることになったが、ダービー伯爵率いる保守党が組閣に失敗したため続投できた。
1851年12月にフランスで起こった大統領ルイ・ナポレオン（ナポレオン3世）のクーデタに際しては、ラッセルは「女王陛下の政府は中立の立場をとる」と声明したが、外務大臣パーマストン子爵が独断でルイ・ナポレオンのクーデタを支持した。これに激怒したヴィクトリア女王は「これでは女王の政府の公正と威信が世界中から疑われる」とラッセルを叱責した。パーマストンはこれまでも独断的な外交を多くしてきたが、これまでラッセルは彼の国民人気と党内右派の支持を配慮して目をつぶってきた。しかし今回は許容せず、パーマストンを外相から解任した。
これ以降ホイッグ党は自由党結成までラッセル派とパーマストン派という二大派閥に引き裂かれることとなった。両派は第三会派や世論を取り込もうと、それぞれ別個のアピールをするようになった。ラッセル派は主に議会改革、パーマストン派は主に砲艦外交や強硬外交を主張した。
パーマストンを解任した後、ラッセルは、クーデタによって独裁権力を手にしたフランスのルイ・ナポレオンが、伯父の仇をとろうとイギリスに上陸作戦を決行するという不安に駆られるようになり、それに対抗するため1852年2月に会期が始まった議会でイングランド南東岸に民兵組織を作る法案を提出した。ところがパーマストンがラッセル内閣倒閣を狙って、その法案の修正法案を提出した。しかも保守党庶民院院内総務ベンジャミン・ディズレーリがパーマストンに協力することを決定したため、修正法案はパーマストン派と保守党の賛成多数で可決された。これによりラッセル内閣は総辞職を余儀なくされた。

### 再度首相になるまで

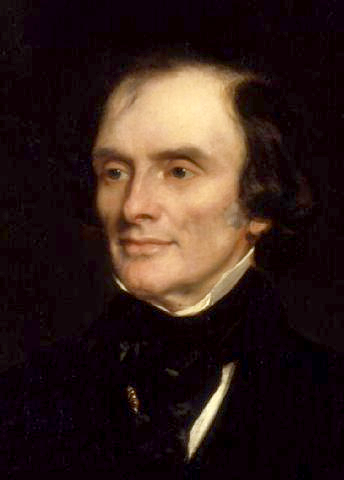
1853年のジョン・ラッセル卿を描いた絵画（フランシス・グラント画）

1852年2月のラッセル内閣崩壊後、ダービー伯爵保守党政権が誕生するもホイッグ党ラッセル派、ピール派、急進派の連携で同年12月には倒閣に成功した。
しかしラッセルとパーマストンの険悪な関係は続き、両者ともお互いにその下に就くことを拒否したため、ホイッグ党首班の内閣を作るのは無理な情勢であった。女王は12月末にピール派党首アバディーン伯爵に組閣の大命を与え、ラッセルとパーマストンはその閣僚として入閣することになった。ラッセルは外務大臣兼庶民院院内総務として入閣している。
この内閣でラッセルは労働者階級にも選挙権を拡大させる選挙法改正を目指し、それに集中するため外相の職位は1853年2月に辞した。東方問題が緊迫化してきている11月に選挙法改正案を作成して閣議に提出したが、内相パーマストンが強く反対した。激しい閣内論争の末、1854年2月にラッセルは穏和化された選挙法改正法案を議会に提出したが、ロシアとの開戦が迫る国際情勢の中でアバディーンは選挙法改正法案の延期を決定した。そしてイギリスはクリミア戦争に突入していった。
自分の入閣の最大の目標を退けられたラッセルは、首相の地位を欲するようになった。アバディーンは組閣時にラッセルに次の首相の座を任せると密約していたが、1年以上たっても未だ首相の地位を譲られる気配がないことに不満を抱いたラッセルはアバディーンを失脚させようとした。その計略は失敗に終わったが、アバディーンに無理強いして庶民院議員が任命された前例がない枢密院議長に自分を任命させた。この強引な就任によりラッセルは逆にホイッグ党内の大半の支持を失った。それが尾を引いて1855年1月にアバディーンが辞職した際、組閣の大命を受けたにもかかわらず組閣に失敗した。結局パーマストンが首相に就任することとなった。
その後もパーマストンとの対立は続き、第一次パーマストン内閣には入閣しなかったが、1855年3月から3か月にわたってオーストリア・ウィーンで開催されることになったクリミア戦争の和平交渉会議にイギリス代表として出席することを了承した。だがいまだセヴァストポリ要塞が陥落していなかったため、ロシアが強硬姿勢を示し会議は決裂。これによりラッセルの権威は低下し、パーマストンの党内の優位が確立された。
1858年に成立したダービー伯爵保守党政権打倒のために1859年6月にパーマストンと和解し、ピール派や急進派も糾合して自由党を結成した。同月に成立した第二次パーマストン子爵内閣では外務大臣を務め、在任中の1861年に連合王国貴族「アンバーレイ子爵」および「ラッセル伯爵」に叙爵し、庶民院議員から貴族院議員に転じた。外務大臣としてはイタリア統一運動を支持したが、パーマストンに反対され介入できなかった。また生麦事件に端を発した日本の薩摩藩との武力衝突（薩英戦争）では、武力行使に積極的な役割を演じた。第二次シュレースヴィヒ＝ホルシュタイン戦争をめぐっては1864年4月から6月にかけてロンドン会議を主催し、デンマークとドイツ（プロイセン・オーストリア）の講和を斡旋しようとしたが、ラッセルもパーマストンも親デンマーク的態度を取り過ぎたため会議は決裂。以降イギリスはこの問題に不介入方針をとることになった。

### 第二次内閣
1865年10月に首相パーマストンが死去し、代わって首相・自由党党首となった。パーマストンは選挙権拡大に慎重だったが、ラッセルは前向きだったため、これを機に選挙法改正が動き出した。
1866年3月、パーマストンに代わって庶民院院内総務となったウィリアム・グラッドストンが庶民院に選挙権改正法案を提出したが、旧パーマストン派をはじめとして自由党内からも強い反発を受けた。1866年6月には法案の修正案が僅差で可決された。党分裂を恐れたラッセルは解散総選挙を避けて総辞職した。
第二次選挙法改正は続くダービー伯爵政権でディズレーリの主導により達成されることになる。

### 退任後

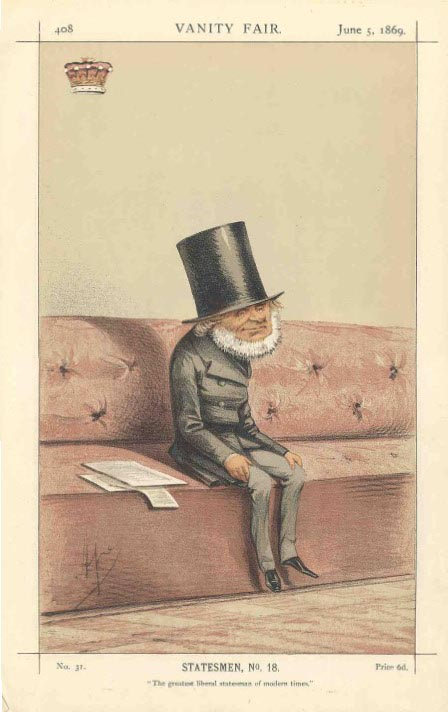
1869年6月5日の『バニティ・フェア』誌のラッセル伯爵の似顔絵

1867年12月、76歳の高齢を理由に党首職をグラッドストンに譲った。党首退任後は文筆を主とするようになった。
1868年11月の総選挙で自由党が大勝し、12月に第一次グラッドストン内閣が成立した。グラッドストンは「目立ちたがり屋」のラッセルを封じ込めようと無任所大臣として入閣することを求めたが、ラッセルは政権批判が出来なくなるのを嫌がり、これを拒否した。その後ラッセルは貴族院議員として法案審議に携わる中で1869年の一代貴族法案、1872年のアラバマ号事件、秘密投票制度の導入などをめぐってグラッドストン政権批判を行い、党内を動揺させた。
1878年に死去、息子のジョンに先立たれていたため孫のフランシスが爵位を継いだ。

## 栄典

### 爵位
1861年7月30日に以下の爵位を新規に叙された。
- ドーセット州におけるキングストン・ラッセルの初代ラッセル伯爵(1st Earl Russell, of Kingston Russell in the County of Dorset)
(勅許状による連合王国貴族爵位)
- ミース州におけるアードサラおよびグロスター州におけるアンバーレイの初代アンバーレイ子爵 (1st Viscount Amberley, of Amberley in the County of Gloucester and of Ardsalla in the County of Meath)
(勅許状による連合王国貴族爵位)

### 勲章
- 1862年、ガーター勲章ナイト(Knight, Order of the Garter, KG)[44]
- 1869年、聖マイケル・聖ジョージ勲章ナイト・グランド・クロス(Knight Grand Cross, Order of St. Michael and St. George, GCMG)[45]

### その他
- 1830年、枢密顧問官(Privy Counsellor, PC)[46]

## 家族

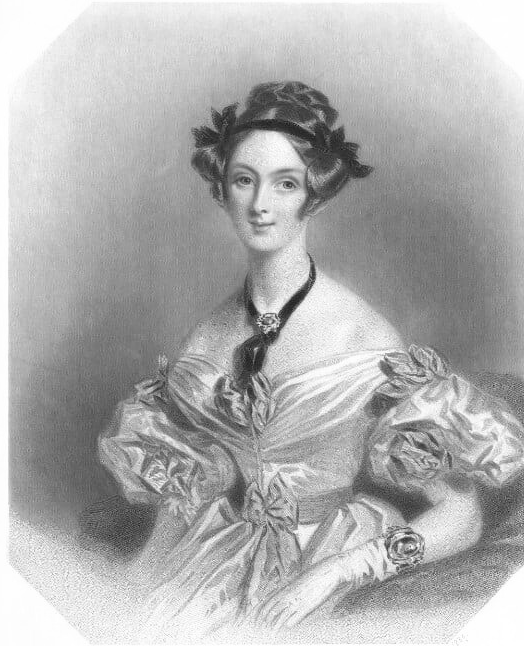
アデレード・ラッセル（旧姓リスター）

ラッセルの最初の妻であるアデレードとは1835年4月11日に結婚し、二女をもうけた。
- ジョージアナ・アデレード・ラッセル （1836年 - 1922年）
- ヴィクトリア・ラッセル （1838年 - 1880年）

アデレードと1838年に死別すると、1841年7月20日にレディ・フランセス・アンナ・マリア・エリオット＝マーレイ＝キニンマウンドと再婚した。彼女は第2代ミントー伯爵ギルバート・エリオット＝マーレイ＝キニンマウンドの娘で、間に三男一女をもうけた。
- アンバーレイ子爵ジョン・ラッセル （1842年 - 1876年）
- オナラブル・ジョージ・ギルバート・ウィリアム・ラッセル （1848年 - 1933年）
- オナラブル・フランシス・アルバート・ロロ・ラッセル （1849年 - 1914年）
- メアリ・アガサ・ラッセル （1853年 - 1933年）

ラッセル伯爵夫人フランセスは1898年に死去した。

## 著作
1853年から1856年にかけ、ラッセルは8巻以上になるトマス・ムーアの回顧録を編集し出版した。